# STRO
STRO (Social Trade Organisation) is een Nederlandse organisatie die zich bezig houdt met het ontwikkelen en introduceren van nieuwe vormen van geld.

## Geschiedenis
STRO is voortgekomen uit milieuorganisatie Aktie Strohalm, de naam waaronder in de jaren 1970 acties tegen atoomstroom en opwerking van uranium werden georganiseerd. Aktie Strohalm ontstond in 1970, een jaar eerder dan Milieudefensie. Het was een van de eerste organisaties die een duidelijke koppeling maakte tussen milieu en derde wereld. Aktie Strohalm en de Ekologische Uitgeverij publiceerden van 1978 tot 1985 Ekologie: Strohalm tijdschrift over milieu en maatschappij.
Strohalm ging zich later onder andere sterk maken voor Ecotaks (vliegtaks) en rentevrij geld: LETS (Local Exchange Trading Systems).
De doelstelling van STRO is geld als sturingsmechanisme effectiever, rechtvaardiger en milieuvriendelijker te maken. Daartoe analyseert en onderzoekt de stichting hoe het huidige geld de economie stuurt, ontwikkelt daar alternatieven voor, en bouwt de software die nodig is om deze op grote schaal te kunnen invoeren. Deze Cyclos-software wordt door tientallen providers en banken aangeboden aan miljoenen, meest arme gebruikers in Afrika en Azië.
Van 2000 tot 2012 organiseerde STRO een R&D-programma in Latijns-Amerika, om het effect van nieuwe vormen van geld te onderzoeken. De resultaten werden steeds verwerkt in de Cyclos-software. Deze werd daardoor niet alleen sterke betaalsoftware met miljoenen gebruikers, maar kreeg ook speciale features die bruikbaar bleken in de projecten.

## R&D
Het eerste onderdeel van het R&D-programma was een experiment met lokaal geld in het Braziliaanse Fortaleza met Banco Palmas. Banco Palmas vormt de inspiratie voor de community-bankbeweging in Brazilië. Onder de naam Fomento kon donorgeld voor een school effectiever gebruikt worden: voor het geven van microkrediet, voor intermediaire handel en voor het bouwen van de school. Eind 2017 bestaan de microkredieten van Banco Palmas nog voor twintig procent uit dit lokale geld, dat dus niet bij een bank of investeerder geleend hoeft te worden. Onderzoek door de Federale Universiteit van Bahia bevestigt hoe deze aanpak de impact van het donorgeld vergrootte.
In de jaren hierna ontwierp STRO talloze nieuwe manieren om geld lokaal effectiever te maken. In de wijk Ruben Bertha in Porto Alegre werden beurzen verstrekt aan jongeren tussen de 21 en 23 jaar. Zij tekenden een contract om het geld terug te betalen, óf terug te verdienen door zelf anderen te helpen. Dat bleek goed te werken: elke keer hielp de oudere groep jongere mensen met leren, sporten etc., waarbij deze de schuld overnamen. Uiteindelijk kwam de schuld terecht bij kinderen van een jaar of vijf, en hen werd de uiteindelijke schuld kwijtgescholden. Het gevolg was niet alleen een enorme vergroting van het effect van de beurzen, maar ook van zelfbewustzijn in de wijk, want niemand had iets gekregen, en iedereen behalve de jongsten had zijn schulden afgelost.
In het project Gota Verde in het departement Yoro in Honduras werden fossiele brandstoffen vervangen door biodiesels, op basis waarvan lokaal geld werd ingevoerd. Onder de naam Apreciando lo nuestro (APLN) werden trainingen gegeven voor vrouwen uit Yoro. Velen van hen begonnen een eigen zaak, waarbij het lokale ruilmiddel de lokale handel versterkte. Na een jaar was nog 90% van de ondernemingen actief.
In 2014 startte STRO met steun van de Europese Commissie Digipay4Growth, een samenwerkingsverband met onder andere de regering van Sardinië, Sardex, Catalaanse initiatieven en Bristol Pound. Later kwam daar het Social Trade Circuit Nederland bij, met eigen munten die allemaal goed gedekt zijn.

## Onderscheidingen
In 2007 ontving STRO de Michael Unterguggenberger prijs van de Oostenrijkse stad Wörgl, voor haar bijdrage aan de geldvernieuwing door de combinatie van micokrediet en lokaal geld in de arme wijk Rubem Berta bij de Braziliaanse stad Porto Alegre, en het bedrijvennetwerk CompRas in de deelstaat Rio Grande do Sul.
In 2014 ontving kreeg STRO de E-pay innovation award voor haar Cyclos-software. Aan deze prijs, toegekend door de Electronic Transaction Association, was een geldprijs van 50.000 dollar verbonden van de Bill & Melinda Gates Foundation.